# Ichnanthus calvescens
Ichnanthus calvescens är en gräsart som först beskrevs av Carl Bernhard von Trinius, och fick sitt nu gällande namn av Johann es Christoph Christian Döll. Ichnanthus calvescens ingår i släktet Ichnanthus och familjen gräs. Utöver nominatformen finns också underarten I. c. scabrior.